# Sphaeriestes picatorum
Sphaeriestes picatorum là một loài bọ cánh cứng trong họ Salpingidae. Loài này được Seidlitz miêu tả khoa học năm 1917.